# Losja, Hrodna voblast
Losja (belarusiska: Лоша) är ett vattendrag i Belarus.   Det ligger Hrodna voblast, i den nordvästra delen av landet, 120 km nordväst om huvudstaden Minsk.
Omgivningarna runt Losja är en mosaik av jordbruksmark och naturlig växtlighet. Runt Losja är det ganska glesbefolkat, med 24 invånare per kvadratkilometer.